# Diego Gutiérrez de los Ríos y Hoces
Diego Gutiérrez de los Ríos y Hoces (Córdoba, Corona castellana, ca. 1440 – Corona de Castilla de la Monarquía Hispánica, después de 1500) era un militar y noble castellano que fue nombrado veinticuatro de Córdoba desde 1461, confirmado en 1477 y por mayorazgo pasó a ser el segundo señor de Las Ascalonias. Posteriormente sirvió con sus vasallos a los Reyes Católicos en las guerras de reconquista de Granada desde 1482 hasta 1492.

## Biografía

### Origen familiar y primeros años
Diego Gutiérrez de los Ríos y Hoces había nacido hacia 1440 en la ciudad de Córdoba, sede del reino homónimo que fuera entonces uno de los tres de Andalucía, los cuales formaban parte de la Corona castellana. Era hijo de Diego Gutiérrez de los Ríos y Venegas, I señor de Las Ascalonias, y de su primera esposa María García Carrillo de Hoces.
Eran los abuelos paternos Diego Gutiérrez de los Ríos y Montemayor (n. ca. 1370), II señor de Fernán Núñez de su linaje, o bien el séptimo materno, que fue alcaide del castillo de Teba, alférez mayor y veinticuatro de Córdoba, y su segunda esposa y sobrina Urraca Venegas (n. ca. 1390).
Sus bisabuelos paternos por la vía masculina eran Diego Gutiérrez de los Ríos (n. ca. 1324 - Córdoba, 28 de enero de 1403), I señor de Fernán Núñez y aunque consorte fundó un mayorazgo para su primogénito homónimo el 31 de mayo de 1382 y también había sido alférez mayor de Córdoba, y su esposa Inés Alfonso de Montemayor (n. ca. 1335), VI señora de Fernán Núñez de su linaje. También era bisnieto paterno pero por la vía femenina de Pedro Venegas (n. ca. 1360), II señor de Luque y embajador plenipotenciario en Portugal, y de su mujer María García Carrillo (n. ca. 1370) o bien para evitar confusión con su homónima madre, aunque menos conocida, como María Fernández de Córdoba.
Por ende era tataranieto paterno por la vía masculina de Juan II Gutiérrez de los Ríos (n. ca. 1290 - f. antes de 1338) y de su esposa Juana García de Aguayo (n. ca. 1300), y por la vía femenina, de Martín Alfonso de Córdoba el Bueno (n. ca. 1290 - Córdoba, 1349), III señor de Dos Hermanas, caballero de la Orden de la Banda, fundador del castillo-villa de Montemayor del cual fue su primer señor feudal y por lo que también sería conocido como Martín Alfonso de Montemayor —un nieto de Fernán Núñez de Témez, quien al tomar la torre musulmana de Aben Hana el 29 de junio de 1236, le cambió el nombre a Fernán Núñez y cuyo núcleo urbano se asentaría al amparo de la misma en 1385— y de su cónyuge Aldonza López de Haro, señora de Abencaez y de una parte de Fernán Núñez.

### Funcionario de Córdoba y señor de las Ascalonias
Diego Gutiérrez de los Ríos y Hoces, por renuncia de su padre homónimo, fue asignado en el cargo de veinticuatro de Córdoba por real cédula de Enrique IV de Castilla del 20 de enero de 1461, confirmado por lo Reyes Católicos desde octubre de 1477, y por mayorazgo se transformó en el segundo señor de Las Ascalonias.

### Militar de la conquista de Granada

La Corona de Castilla y los reinos que la conformaban, desde 1492 hasta 1516.

Sirvió con sus vasallos en las guerras de reconquista de Granada a los Reyes Católicos desde 1482 y quienes con su ejército castellano-aragonés entraron en la vega de la misma en mayo de 1491, para seguir con el asedio de dicha ciudad musulmana desde el cercano campamento de Santa Fe, ya erigido en fortaleza con torres, muros y fosa circundante. 
Diego Gutiérrez de los Ríos y Hoces tuvo que ceder su tienda de campaña a los Reyes Católicos para que se refugiaran cuando se les incendió la suya, y finalmente los ejércitos cristianos lograron capitular la ciudad de Granada el 25 de noviembre de 1491, celebrándose la toma y entrega de la misma el 2 de enero de 1492.
En aquel campamento-ciudad fue en donde el almirante genovés Cristóbal Colón, luego de entrevistarse con los reyes en la tienda de Diego de los Ríos el 31 de diciembre de 1491, logró la confirmación de las Capitulaciones de Santa Fe el 17 de abril de 1492.

## Matrimonios y descendencia
El noble Diego Gutiérrez de los Ríos y Hoces se había unido dos veces en matrimonio:
1) - En primeras nupcias con Elvira Gutiérrez de Aguayo y Montemayor (n. ca. 1460), una hija de Fernando Ruiz de Aguayo (n. ca. 1430) y de su esposa Aldonza López de Montemayor, (n. ca. 1440) y nieta paterna de Gómez de Aguayo, señor de Galapagares y veinticuatro de Córdoba, y de su cónyuge Juana Fernández de Cárcamo, señora del Castillo de Fernán Martínez. Fruto del enlace entre Diego de los Ríos y Elvira Gutiérrez de Aguayo concibieron por lo menos a tres hijos:
- Diego Gutiérrez de los Ríos y Aguayo (n. ca. 1480) que por alguna razón no heredó por mayorazgo a su padre pero posteriormente fue el primer señor de La Moyana.
- Pedro Gutiérrez de los Ríos y Aguayo (n. ca. 1496) que fue el que sucedió a su padre como tercer señor de las Ascalonias.
- Gonzalo Gutiérrez de los Ríos (n. ca. 1498), caballero de la Orden de Calatrava, comendador de Jimena y fundador del hospital de San Andrés de Córdoba.

2) - En segundas nupcias con Inés de Saavedra, una hija de Alfonso Pérez de Saavedra, alcalde mayor de Córdoba, y de su primera esposa Beatriz de Narváez. De este segundo enlace solo tuvieron a un hijo:
- Alfonso Gutiérrez de los Ríos y Saavedra (n. ca. 1500) que fue conquistador de América y se casó con Constancia Venegas de Manosalvas, una hija de Pedro Venegas de Figueroa y de su mujer Leonor de Torres Manosalvas.